# آلپ ارسلان
عضدالدین ابوشجاع آلپ ارسلان بن چغری بیگ داوود (۲۰ ژانویهٔ ۱۰۲۹ – ۱۵ دسامبر ۱۰۷۲) که با عناوین السلطان المعظم،
ملک الاسلام و آلپ ارسلان نیز شناخته می‌شود، دومین سلطان امپراتوری سلجوقی بود که از ۱۰۶۳ تا ۱۰۷۲ میلادی حکومت کرد. آلپ ارسلان فرمانروایی بر بزرگترین امپراتوری‌  ایران پس از سقوط هخامنشیان و یکی از بزرگترین امپراتوری‌های تاریخ ایران را بر عهده داشت. وی پس از مرگ عمویش طغرل‌بیک به سلطنت رسید. آلپ ارسلان با پیروزی بر امپراتوری بیزانس در نبرد ملازگرد، قلمرو امپراتوری سلجوقی را با فتح گرجستان، ارمنستان و آناتولی گسترش داد.
برخی از مورخان او را ولیعهد و جانشین بلاواسطه طغرل دانسته‌اند و برخی دیگر از مورخان بر این باورند که آلپ ارسلان پس از یک درگیری محدود خانوادگی جانشین طغرل شد. از جمله حمدالله مستوفی بر این رأی است و می‌گوید پس از طغرل، سلیمان بن چغری بیک، برادر آلپ ارسلان بر تخت نشست که در ری بود. قتلمش پسر اسماعیل و عموزاده طغرل چون این خبر شنید، به انگیزه این که جایگاه پادشاهی را از آن خود می‌دانست، با کمک گروهی از ترکمانان به جنگ سلیمان آمد و بر وی پیروز شد. آلپ ارسلان نیز پس از آگاهی از این رویداد، از خراسان رهسپار ری شد و در دامغان قتلمش را شکست داد و وی به هنگام فرار از اسب افتاد و در دم جان سپرد و پادشاهی سلجوقیان از آن آلپ ارسلان شد. در زمان آلپ ارسلان، وزیر طغرل، عمیدالملک کندری، به بدگویی و سخن‌چینی خواجه نظام‌الملک طوسی و به دستور پادشاه در ۴۵۶ ق / ۱۰۶۴ م به قتل رسید و مقام وزارت به نظام‌الملک سپرده شد. آلپ ارسلان سال بعد، رهسپار گرجستان و ارمنستان شد و شهرهای آنی و دربند خزر را گرفت و با پادشاه گرجستان، بقراط پسر گریگور، به جنگ پرداخت و او را شکست داد. گریگور به سلطان با سازش نشست و گروهی از بزرگان و امیران گرجی به اسارت درآمدند که تعدادی از آن‌ها نیز اسلام آوردند. بقراط بن گریگور، دختر خود را به ازدواج آلپ ارسلان درآورد و سلطان نیز حکومت گرجستان را دوباره به بقراط پسر گریگور داد. پس از چندی، آلپ ارسلان، شاهزاده خانم گرجی را طلاق داد و او را به عقد خواجه نظام‌الملک درآورد که یکی از پسران خواجه به نام احمد، از این زن است.
آلپ ارسلان در ۴۵۸ قمری(۱۰۶۶ میلادی)، فارس را تسخیر کرد و در سال ۴۵۹ قمری(۱۰۶۷ میلادی)، برادر خود قاورد را از کرمان به جنگ فضلویه، پادشاه شبانکاره فرستاد. با پیروزی قاورد، تمامی کرانه فارس به قلمرو آل‌سلجوق افزوده شد. قاورد پس از این پیروزی، در برابر آلپ ارسلان سرکشی آغاز کرد و نافرمان شد. سلطان آلپ ارسلان هم با سپاهی گران به فارس لشکر کشید و قاورد که تاب مقاومت در برابر سپاه آلپ ارسلان را نداشت، از برادر امان خواست و پادشاه او را به حکومت کرمان فرستاد. در ۴۶۳ ق / اگوست ۱۰۷۱ م، سلطان سلجوقی در ملازگرد واقع در ارمنستان، در پیکار با امپراتوری روم، لشکر بیزانس را مغلوب نمود و رومانوس چهارم، قیصر بیزانس را اسیر کرد. او دو سال بعد با ۲۰۰ هزار سوار به جنگ با شمس التکین، پسر طمغاج، پادشاه ماوراءالنهر، به خراسان رهسپار شد و از رود جیحون گذشت و دژ برزم را محاصره و پس از چندی آن را گشود. در این گیر و دار، یوسف برزمی مسئول دژ را به نزد سلطان آوردند. سلطان دربارهٔ شمار سپاهیان خان ماوراءالنهر از وی پرسش‌هایی کرد ولی یوسف به درشتی به سلطان پاسخ گفت. آلپ ارسلان که سخت خشمگین شده بود، دستور داد او را بیرون برده به قتل رسانند، ولی یوسف خود را از چنگ غلامان رهایی داد و با خنجری که از آستین خویش بیرون آورد، به سوی سلطان شتافت. غلامان از این کار جلوگیری کردند، اما آلپ ارسلان که به تیراندازی خود مطمئن بود، دستور داد تا او را رها کنند و از کمان تیری به سوی او رها کرد، از قضا، تیر به یوسف اصابت نکرد و در این میان، یوسف خود را به سلطان رساند و با خنجر زخمی کاری بر او زد. آلب ارسلان از این زخم در ربیع‌الاول ۴۶۵ ق / نوامبر ۱۰۷۲ م درگذشت. مورخان می‌گویند هنگام بروز این واقعه، دو هزار غلام مسلح در خدمت سلطان بودند و از شگفت‌زدگی به اندیشه دستگیری قاتل نبودند ولی جامع نیشابوری سرکرده فراشان دربار، با میخکوبی که در دست داشت بر سر یوسف کوفت و او را از پای درآورد. سپس پسرش ملکشاه جانشین او شد.
خلیفه عباسی، یعنی قائم به آلپ ارسلان لقب عضدالدین برهان المؤمنین را داده بود. «آلپ ارسلان» لقبی تمجیدی به زبان ترکی به معنای «شیر شجاع» است. سلجوقیان نسب به سلجوق نامی می‌برند که یکی از خان‌ها تُرکان اغوز در ماوراءالنهر و بخارا بوده‌است. علی‌رغم شکوهی که پیرامون نام وی وجود دارد و مسلمانان او را فرماندهی بزرگ، مربی مردان، مردی راستگو، و دشمن همه خیانت‌ها می‌دانند، مسیحیان از وی و پسرش ملکشاه، با تندی یاد می‌کنند. نجم‌الدین راوندی، آلپ ارسلان را پادشاهی با عظمت، خوبروی، ورزیده و دلاور توصیف می‌کند که تیر او هرگز به خطا نمی‌رفت.

## پیشینه سلجوقیان

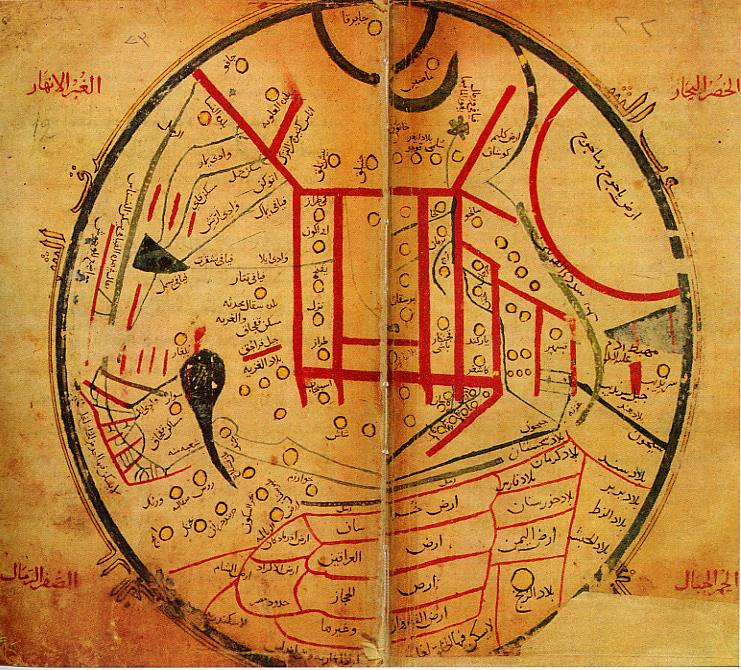
نقشه توزیع اقوام ترک در دیوان کاشغری قرن ۱۱ میلادی

سلجوقیان، دودمانی از قبایل ترک به نام اوغوز (اغز یا اقوز) بودند که در پی فروپاشی امپراتوری گوک‌ترک‌ها (۵۵۲-۷۷۴ میلادی) به سمت غرب مهاجرت کردند و ابتدا در استپ‌های سیبری و سپس در حوالی دریاچه آرال و مرزهای ماوراءالنهر مستقر شدند. به گزارش ابن اثیر، مهاجرت ترکان به مرزهای ماوراءالنهر مقارن با خلافت مهدی عباسی (۱۵۸–۱۶۸ هجری) بود. ایل حاکم بر قوم اغز، ایل قنیق بود و خاندان سلجوق، که بعدها به قدرت و شکوت رسید، گروه کوچکی از ایل قنیق بودند. اسلام آوردن سلجوقیان و تبعیت آن‌ها از سنی مذهبان، سبب نزدیک شدن آنان به حاکمان محلی شد؛ به‌گونه‌ای که در جنگ‌ها و منازعات میان امیران سامانی و ایلک‌خانی، به نفع حکام سامانی وارد عمل می‌شدند. علاوه بر منصب یبغو، اجازهٔ عبور از قلمرو سامانیان به منزله نقطه آغاز دوستی با آن‌ها شد. سلجوق بن دقاق که رهبر سلاجقه بود، از این موقعیت استفاده کرد و خود و پیروانش را در نزدیکی ساحل رود سیحون مستقر کرد و شهر جند را مرکز قلمرو خود قرار داد. در واقع، فراوانی چراگاه‌ها در منطقه ماوراءالنهر سبب رفتن آن‌ها به منطقه شد.
سلجوق چهار پسر به نام‌های اسرائیل، میکائیل، موسی و یونس داشت. بعد از مرگ سلجوق، رهبری سلاجقه به پسر بزرگش اسرائیل رسید. اما با این حال خطری بزرگ وی و سلاجقه را تهدید می‌کرد، که آن نیز محمود غزنوی بود. بعد از صلح محمود با خان ایلک‌خانی و تطمیع شدن توسط آن خان، محمود درصدد نابودی سلجوقیان برآمد؛ چراکه اقدامات این براداران در جمع‌آوری سپاه موجب نگرانی حکام آن مناطق شد. اسرائیل برای رفع خطر از جانب محمود درصدد گفتگو مطابق با میل محمود برآمد و به محل استقرار وی رفت. اما فریب خورد و توسط غزنویان دستگیر شد. وی به مدت ۷ سال در زندان محمود در هند ماند، تا سرانجام مرد. مرگ وی سبب خشم آل‌سلجوق و تحریک آن‌ها برای انتقام شد. سلجوقیان به رهبری میکائیل بن سلجوق برای رسیدن به هدفشان از سرزمین‌های غزنوی عبور کردند و بین نسا و ابیورد اقامت کردند.
مرگ محمود به سال ۴۲۱ هجری سبب شروع منازعات نظامی بین سلجوقیان و غزنویان به رهبری مسعود، جانشین محمود، شد. در درگیری‌های اولیه، سلاجقه پیروز شدند و تبدیل به قوی‌ترین نیروهای نظامی در سرزمین‌های شرقی خلافت عباسی شدند، تا اینکه سرانجام در سال ۴۳۱ هجری در نبرد دندانقان، مسعود از طغرل‌بیگ شکست خورد. بدین ترتیب، سلطه سیاسی غزنویان در منطقه ماوراءالنهر و خراسان بزرگ پایان یافت و حکومتشان به افغانستان امروزی محدود شد. بعد از آن طغرل به نام خود خطبه خواند و سکه ضرب کرد.

## نخستین حکام سلجوقی

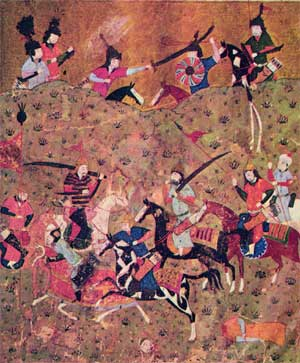
نبرد دندانقان میان سلجوقیان و غزنویان

### طغرل
طغرل پسر میکایل بن سلجوق بود که بعد از مرگ پدر خودش (طغرل) و برادرش چغری را پدر بزرگشان سلجوق بزرگ کرد که پسران دیگری به اسم موسی بیغو و اسرائیل داشت. طغرل بعدها در طول زندگی اش وارد فلات ایران شد. طغرل در شوال ۴۳۹ به حکومت رسید. ابتدا به طغرل و سایر بستگانش به کارخانی‌ها بخارا خدمت می‌کردند. سلجوقیان پس از نبردهای بسیار در ۴۶۰ هجری شهرهای خراسان را به آرامی فتح کردند و زمانی که نیشابور را فتح کردند و طغرل به کمک علی بن عبدالله بن جوینی وارد نیشابور شد و هنگامی وارد نیشابور شد به نام او خطبه خوانده شد و او خود را سلطان خراسان نامید. طغرل اسم عربی رکن الدین ابوطالب محمد برگزید و این مقام و نام مورد تأیید دستگاه خلافت قرار گرفت طغرل در سال ۴۳۲ به دستگاه خلافت نامه نوشت از خلیفه خواست تا حکومت او را تأیید کند؛ زیرا با وجود ضعف قدرت سیاسی و مالی هنوز دستگاه خلافت از قدرت معنوی بسیاری در دنیای اسلام برخودار بود. خلیفه نامه او را پاسخ داد و او را به دیدن از پایتخش بغداد دعوت کرد ولی طغرل فرستاده خود را نزد خلیفه فرستاد و دلیل نرفتنش را مشغول بودن به کارهای فتوحات اعلام کرد. با دستور خلیفه در سال ۴۷۷ هجری نام طغرل بر سکه‌ها زده شده و نام او در خطبه قبل از ملک رحیم ولیعهد خلیفه خوانده شد البته بعضی مورخان معتقد هستند نام او بعد از جانشین خلیفه خوانده می‌شده‌است. طغرل وزیر با کفایتی به اسم عمید الملک کندری داشت که بسیاری او را در زیرکی و کفایت هم رده خواجه نظام الملک می‌دانند. طغرل در سال ۴۳۳ هجری وارد ری شد و آنجا را به پایتختی برگزید و او در نهایت در رمضان ۴۵۵ هجری در سن هفتاد سالگی درگذشت و در مکانی به اسم برج طغرل دفن شد.

## به قدرت رسیدن آلپ ارسلان

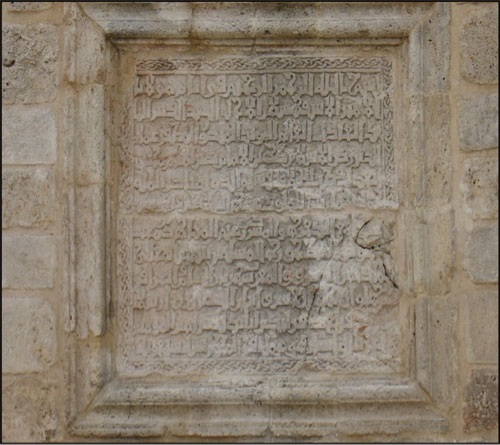
کتیبه واقع در دیوار شرقی زیارتگاه محسن ابن الحسین در حلب سنگ‌نوشته آلپ ارسلان، که در خط دهم نوشته: پهلوانِ جهان، خسرویِ «ایران»، آلب غازی آغ ارسلان

آلپ ارسلان دومین سلطان از سلسلهٔ سلاجقه و سلجوقیان بزرگ است. القاب وی عضدالدوله تاج المله یمین امیرالمؤمنین و ابو شجاع است و توقیع او اعتصمت بالله و ینصرالله است. به علت آنکه ابن ندیم اصل او را نور می‌داند به عادل نوری نیز معروف است. بر سر تاریخ تولد او اختلاف وجود دارد. ابن اثیر معتقد است او در محرم ۴۲۰ زاده شده‌است اما ابن خلکان معتقد است او در سال ۴۲۴ قمری می‌داند البته با توجه به نوشته ابن اثیر مبنی بر شرکت آلپ ارسلان در جنگ مودود بن مسعود غزنوی در سال ۴۳۶ق/۱۰۴۴م و پیروزی او در این جنگ بعید به نظر می‌رسد روایت ابن خلکان در مورد سال تولد آلپ ارسلان درست باشد. چون آلپ ارسلان نمی‌توانسته در زمان جنگ کودکی ۱۲ ساله باشد. او برادر زاده طغرل سلجوقی نخستین فرمانروای سلجوقیان است. او دوران نوجوانی خود را در بلخ سپری کرد پدر او چغری بیک در زمان سلطنت برادرش بر نواحی شرقی قلمرو سلاجقه یعنی خراسان و ماوراءالنهر حکومت داشت. هنگامی که آلپ ارسلان مشغول جنگ با مودود غزنوی بود او به خاطر بیماری پدرش چغری بیک اداره امور نواحی بلخ، طخارستان، ترمذ و قبادیان را به دست گرفت. او در جنگ با غزنویان پیروز شد و هزاران نفر اسیر کرد و غنایم بسیاری به دست آورد. بعد از آنکه پدرش در صفر۴۵۲ /مارس ۱۰۶۰ و به گفته ابن اثیر در رجب ۴۵۱ در ۷۰ سالگی در گذشت و در نهایت فرمانروایی کل خراسان با حمایت طغرل به آلب ارسلان رسید. طغرل بیک در روستای طحرشت از توابع ری درگذشت او فرزندی نداشت و بنا بر اساس یک سنت عشیره ای بعد از مرگ برادرش، با بیوه چغری بیک مادر سلیمان ازدواج کرد و ظاهراً به تشویق همسرش سلیمان را به جانشینی برگزید. این مسئله باعث اختلافاتی میان هواداران آلپ ارسلان و سلیمان شد. پس از درگذشت چغری بیک وزیرش عمیدالملک کندری به بیعت گرفتن برای سلیمان برخاست. دلیل او بر این کار این بود که چغری سلیمان را به ولایتعهدی خود برگزیده بود و به نام او خطبه خواند و برای این که سپاه از سلیمان طرفداری کند به سپاهیان ۷۰۰ هزار دینار پاداش داد و بسیاری پارچه دیبا و زر دوزی شده و سلاح میان سپاهیان پخش کرد. این امر باعث نارضایتی طرفداران آلپ ارسلان شد به‌طور ی که دو نفر از آنان در قزوین به نام آلپ ارسلان خطبه خوانند در این زمان آلب ارسلان و وزیرش خواجه نظام الملک در خراسان بودند. آلپ ارسلان که خود را شایسته تراز سلیمان می‌دید از سلیمان سرپیچی کرد. او خود را سلطان سلجوقیان می‌دید، امیر خاندان سلجوقی نیز او را پذیرفت عمید الملک وقتی این وضعیت را مشاهده کرد از تصمیم خود منصرف شد و در ری به نام سلیمان و آلپ ارسلان تواماً خطبه خواند نظر کندری بر این بود که سلیمان ولی عهد باقی بماند اما به جز به آلپ ارسلان عده ای دیگر با این جریان مخالف بودند؛ که در راس این ناراضیان «شهاب الدوله قتلمش» پسرعموی چغری بود.

## برخورد و درگیری با مدعیان

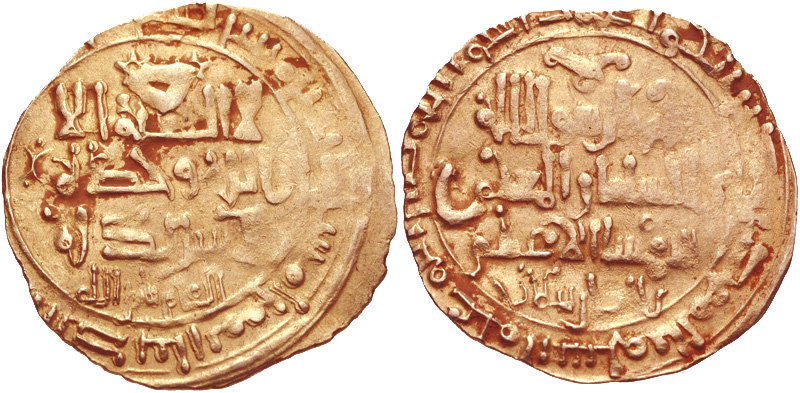
دینار افغانی (۲۲ میلی‌متر، ۱.۹۰ گرم، ۷ ساعت). ضرابخانه هرات. مورخ ۴۶۲ هجری قمری (۱۰۶۹/۷۰ میلادی). کلمه / نام آلپ ارسلان با لقب شاهین‌شاه

### درگیری با شهاب الدوله قتلمش
قتلمش که نیای خاندان سلجوقیان آسیای صغیر بود پس از درگذشت طغرل ادعای سلطنت کرد ادعای او بر این اساس بود که «پدر من در این باب کشته شد و بزرگ‌تر از همه بود». و نیرویی برای جنگ با آلپ ارسلان فراهم کرد و البته برخی بر این نظرند که در نبود آلپ ارسلان بر ری استیلا یافت البته برخی نیز معتقدند که او سپاهی را به عنوان مقدمه به فرماندهی ساوتگین به جنگ با قتلمش فرستاد آلپ ارسلان پس از مقابله با او ناآرامی‌های که از جانب امیر ختلان از ولایات دره علیای جیحون ونیز عموی خودش فخرالملک بیغو درهرات و امیر چغانیان که موسی نام داشت پدیدآمده بود را فرونشاند البته اسارت و کشته شدن فرمانروای آنجا باعث پیروزی آلپ ارسلان دراین جنگ و چیرگی آلپ ارسلان برچغانیان بود او به مرو بازگشت و آنگاه برای جنگ با قتلمش عازم ری شد در بین راه در دامغان به قتلمش نامه نوشت و از او خواست به او پیوندد اما قتلمش جواب او را به سردی داد سر انجام کار به جنگ رسید. قتلمش چون یارای مقاومت نداشت ابتدا با جاری ساختن آب در وادی ملح (ده نمک) آنجا را به باتلاق تبدیل نمود و سپس به قلعه گرد کوه عقب‌نشینی نمود. مدتی بعد او را کشته یافتند و گویند به سبب افتادن از روی اسب درگذشته است و عده ایی بر این باورند که او در جنگ با آلب ارسلان کشته شده‌است. آلب ارسلان در سال ۴۵۶ق/۱۰۶۳م به همراه وزیرش خواجه نظام الملک با استقبال عمیدالملک وارد ری شد در کاخ طغرل بر تخت نشست و رسماً تاج گذاری کرد و بعد از تاج گذاری عمید الملک را برکنار و نظام الملک را رسماً وزیر خود انتخاب کرد. و برای خشنودی امیران را خلعت و انعام بخشید. سپس سکه ضرب کرد و به نامش خطبه خوانده شد. آلپ ارسلان ری را به عنوان پایتخت برگزید.

### برخورد با عمیدالملک کندری
هنگام ورود آلپ ارسلان به ری کندری به استقبال وی آمد مدت زمانی که گذشت کندری برای عذر خواهی بابت این که تلاش کرده بود سلیمان را به سلطنت برساند نزد آلپ ارسلان رسید و از او طلب بخشش کرد و نزد خواجه نظام الملک رفت و پانصد دینار به او پیشکش کرد. هنگامی او از دربار خارج می‌شد بیشتر سپاهیان در رکاب عمید الملک همراه او خارج شدند. بعد از این واقع که موجب هراس آلپ ارسلان و خواجه نظام الملک شد، آلپ ارسلان دستور داد کندری را دستگیر کردند و به مرو تبعید کرد. او حدود یک سال بازداشت بود سرانجام وی در روز یکشنبه، شانزدهم ماه ذیحجه سال۴۶۶، به قتل رسید. هنگامی که تسلیم شمشیر شد گفت از من به سلطان بگو «عنایت عمت طغرل این جهان به من داد و تو درجه شهادت و نعمت بهشت را ارزانیم کردی، پس به واسطه شما سعادت دو جهان نصیبم شد اما به وزیر صاحب تدبیر بگو که در دودمان سلجوقی بد بدعتی و زشت سیاستی نهادی. زود باشد که هرچه دربارهٔ من اندیشیدی در حق اعقاب و اسلاف تو به وقوع انجامد» پیکرش در زادگاهش در کندر کنار مقبره پدرش به خاک سپرده شد. او هنگام مرگ چهل وچهار سال داشت. بسیاری معتقد هستند که نظام الملک در قتل کندری نقش دارد و او حتی به زندانی شدن کندری قانع نبود و می‌خواست به‌طور کل کامل این رقیب را از میان بردارد. او سرانجام توانست دستور قتل کندری را از آلپ ارسلان بگیرد.

### برخورد با ملک قاورد
در سال ۴۵۵ق/۱۰۶۳م قاورد بر ایالت فارس (که در تصرف فضولیه شبانکاره بود) چیره شد. از آنجا که لشکر کشی قاورد به فارس بدون اجازه آلپ ارسلان صورت گرفته بود و شایع شدکه در کرمان و فارس به نام قاورد منفردا خطبه خوانده می‌شود آلپ ارسلان تصمیم گرفت قاورد را به اطاعت خودش درآورد به همین منظور آلپ ارسلان به کرمان لشکر کشی کرد. و قاورد که یارای مقابله با سلطان سلجوقی را نمی‌دید به استقبال او آمد وبا او صلح کرد مدتی بعد در سال ۴۵۹ق/۱۰۶۷م قاورد تصمیم به استقلال گرفت و عصیان کرد. این اقدام قاورد موجب لشکر کشی دوباره سلطان سلجوقی به کرمان برای سرکوب شورش قاورد شد قاورد در این جنگ شکست خورد و به جیرفت فرار کرد از جیرفت نمایندگانی به سوی برادرش فرستاد و طلب بخشش کرد آلپ ارسلان بعد از اطلاع از درخواست برادرش ار عصیان او جشم پوشی کرد. بعد از این وقایع میان دو برادر پیمان صلحی بسته شد که براساس آن شیراز و نواحی وابسته به آن به گماشتگان آلپ ارسلان واگذار شد فرگ و طارم ضمیمه ابلات کرمان شد این توافق‌نامه بر اینکه از درآمد قلمرو دولت قاورد به سطلان سلجوقی سهمی تعلق نمی‌گیرد و قاورد در اداره امور خود کاملاً مستقل بود تأکید داشت و از سوی دیگر آلپ ارسلان از مزاحمت رقیبی قدرتمند آسوده‌خاطر شد

#### چیرگی بر فارس
در سال ۴۵۵هجری بعد از تصرف فارس توسط قاورد شبانکاره بعد از شکست در برابر قاورد به آلپ ارسلان پناه برد و آلپ ارسلان فارس را از دست قاورد خارج کرد بعد از استقرار آلپ ارسلان بر کرمان حکومت فارس به دست شبانکاره افتاد اما چون او از پرداخت خراج سر باز زد نظام الملک به فارس آمد و شبانکاره را دست‌گیر کرد نزد سلطان برد سلطان او را مورد بخشش قرار داد حکومت شبانکاره برفارس تا پایان حکومت آلپ ارسلان بیشتر به درازا نکشید.

## اقدامات و تحرکات خارجی

### مناسبات با خلافت عباسی
هنگامی که آلپ ارسلان به سلطنت رسید ایجاد مناسبات دوستانه با خلیفه را مورد توجه قرار داد او برخلاف سنت ترکان که همسر بیوه فرمانروای قبلی را به ازدواج یکی از اعضای ارشد قبیله درمی‌آوردند همسر طغرل (متوفی) را که دختر خلیفه بود به همراه آی تکین که به شحنگی بغداد برگزیده بود به بغداد فرستاد همچنین به آگاهی دختر خلیفه رساند دلیل دستگیری عمید الملک آن بوده‌است که بدون خشنودی خلیفه او را از بغداد به ری برده‌است. این اقدام موجب خرسندی خلیفه شد. خلیفه نیز سلطنت او را تأیید کرد و دستور داد نامش را در خطبه بیاورند، و سفیری را برای بیعت گرفتن از او با هدایا و خلعت‌های بسیاری نزد آلپ ارسلان فرستاد و در آن زمان آلپ ارسلان در نخجوان بود. آلپ ارسلان نخستین فرمانروای سلجوقی بود که در منابر بغداد سلطان خوانده شد. خلیفه به او لقب عضدالدین آلپ ارسلان و برهان امیرالمؤمنین داد. آلپ ارسلان برخلاف طغرل هیچ‌گاه به بغداد نرفت ولی فتوحاتش پیوسته مورد توجه دربار خلافت بود.

### مناسبات سیاسی با همسایگان شرقی
آلپ ارسلان در سال ۴۵۷ق/۱۰۶۴م سوی مرزهای غربی حرکت کرد او به جنگ‌ها و طمع خود برای جنگ‌های برون مرزی اسم جهاد می‌داد. آلپ اسلان با درایت خواجه نظام الملک ابتدا به تثبیت اوضاع داخلی کشور پرداخت ابتدا به اصفهان و سپس به کرمان رفت. برادرش قاورد حاکم آنجا با احترام به وی برخورد کرد. از وی استقبال کرد با او پیمان بست و قول داد تا از مرزهای جنوبی کشور حفاظت کند آلپ ارسلان برای محکم کردن پیوند خود با همسایگان شرقی اش تصمیم گرفت با آن‌ها پیوند خویشاوندی برقرار کند و به همین علت پسرش ملکشاه را به همسری دختر طمغاج خان که پادشاه ایلک خانی بود گرفت و دختر ابراهیم خان سلطان غزنوی را برای آن یکی پسرش گرفت با این سیاست از جانب این دو ناحیه در امان بود. در رایگان پسرش ملکشاه را به ولیعهدی برگزید برایش بیعت گرفت و فرمان داد تا به نام ولیعهدش خطبه خواند. آلپ ارسلان اداره ایالات را به منسوبان خود اقطاع داد، چنان‌که مازندران به اینانج بیغو، بلخ را به برادرش سلیمان، خوارزم به برادر دیگرش ارسلان ارغو (ارغون) طخارستان را به برادر دیگرش الیاس، مرو را به پسر دیگرش ارسلان شاه واگذار کرد و در نهایت بردارش قاورد که سر به شورش برداشته بود را مغلوب ساخت. پس از این رویدادها، آلب ارسلان برای ادامه فتوحات در مرزهای غربی خود را آماده ساخت و برخی از امیران ترکمن را برای حمله به آناتولی مأمور ساخت و آن‌ها تا قیصریه پیشروی کردند.

### چیرگی بر آذربایجان و ارمنستان و گرجستان
دراول ربیع‌الاول ۴۵۶ق/۲۲فوریه ۱۰۶۴م از ری به آذربایجان رفت هنگامی که به شهر مرند رسید یکی از امرای ترکمان به اسم طغتکین که باعث جنگ با رومی‌ها شده بود و تجارب زیادی در این زمینه داشت همراه با عشیره خود به حضور سلطان آمد و با نشان دادن راه او را یاری کرد. سلطان از آنجا راهی نخجوان شد و عمید خراسان را به سوی مردم خوی و سلماس که از او اطاعت نمی‌کردند فرستاد و آن‌ها را نیز جز لشکریان خود درآورد. وی برای عبور از رودخانه ارس به ساختن قایق‌ها فرمان داد. خواجه نظام الملک و ملکشاه را در قرارگاه باقی گذاشت و خود به گرجستان رفت. آلپ ارسلان در گرجستان شهر اعال لال یا آخال کلک که در زبان فارسی سپید شهر و در ترکی آق شهر نامیده می‌شود را تسخیر کرد. پس از آن به شهر آنی، مرکز پادشاهان باگراتی و پایتخت قدیم ارمنستان حمله کرد؛ در دو طرف این شهر رودخانه جریان داشت و در اطراف آن برج‌ها و قلعه‌های مستحکم وجود داشت. وی این شهر را محاصره کرد و آنجا را با منجنیق‌ها کوبید. برخی فتح شهر آنی را از شگفتی هاس تاریخ می‌دانند. آلپ ارسلان پادشاه ارمنستان را به پرداخت خراج مجبور کرد و با دختر او ازدواج کرد؛ و این پیروزی را به دربار خلیفه اطلاع داد و خلیفه او را ستود. آلپ ارسلان اداره امور شهر را ایوالاسوارامیراران سپرد. وی از قفقاز به اصفهان بازگشت و بعد از آن به کرمان رفت آلپ ارسلان پس از این پیروزی‌ها در ۴۵۷ق/۱۰۶۵م با عبور از جیحون به شهر جند و سپس به گرگانج، خوارزم و مرو رفت و در ۴۵۸ق/۱۰۶۶م در سال ۴۶۰ق/۱۰۶۸م در قفقاز ناآرامی‌هایی رخ داد به همین علت آلپ ارسلان دوباره به آن ناحیه لشکر کشید به شهرهای شکی، جرزان و ابخازحمله کرد ونیز ابوالهیجا را تسلیم کرد. قبایل ترک در این ناحیه، از شدت سرما جنگل‌ها را آتش زدند، اما درنهایت پادشاه شکی تسلیم شد و به اسلام گروید. آلپ ارسلان از آنجا به گرجستان رفت. هنگام بازگشت از آنجا مردم ناحیه از شروانشاه فریبرز نزد او شکایت بردند وی اسیران و مردم دربند را آزاد کرد و مدتی نیز شروانشاه را بازداشت کرد. با قدرت گرفتن دولت سلجوقی محمد بن هاشم امیر مکه در سال ۴۶۲ق/۱۰۷۰م نماینده‌ای نزد آلپ ارسلان فرستاد و اعلام کرد که از این به بعد به جای خلیفه فاطمی به اسم خلیفه عباسی و آلپ ارسلان خطبه می‌خواند و اذان را نیز به شیوه اینان بازمی‌گرداند، آلپ ارسلان نماینده امیر مکه را گرامی داشت و ۳۰ هزار دینار به او بخشید.

### نبرد ملازگرد

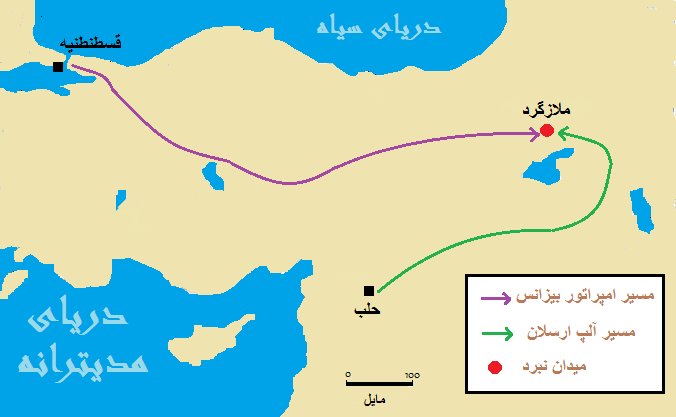
مسیر لشکرکشی آلب‌ارسلان به سمت ملازگرد

نفوذ سلجوقیان در مرزهای شرقی قلمرو بیزانس و در پی لشکر کشی و پیشروی آلپ ارسلان به قفقاز و آناتولی رومی‌ها را هراسان کرد. رمانوس دیوگنس امپراتور جدید، فکر کرد می‌تواند با عملی کردن اندیشه خود دولت نوپای سلجوقی را نابود کند به همین منظور با گرد آوری سپاهی مرکب از مقدونیها، بلغاریها، فرانک‌ها و جز آنان به سوی انطاکیه حرکت کرد و شهر منبج (هیروپولیس) و ارتاح را تصرف کرد به حلب نزدیک شد، اما قحطی و سوزانده شدن مواد غذایی از سوی ترک‌ها موجب شد که دیوگنس بازگردد. به علت ناآرامی‌هایی که درمصر بود و دعوت مصریان از آلپ ارسلان او به سوی سوریه لشکرکشید. او شهرهای سر راه از جمله ملازگرد و ارجیش را به سرعت فتح نمود؛ و از طریق دیار بکرو رها، به حلب حمله کرد و امیران حلب و دیار بکر را وادار به اطاعت کرد. آلپ ارسلان می‌خواست به مصر برود که فرستاده امپراتور روم نزد او آمد و تخلیه شهرهای تصرف شده را خواستار شد. او لشکرکشی به مصر را نیمه تمام گذاشت و راهی آذربایجان شد و هنگامی که به خوی رسید به او خبر رسید که رمانوس با لشکری ۲۰۰هزار نفری به سمت او می‌آید. آلپ ارسلان با لشکری که تعداد آن‌ها به ۱۵ هزار نفر می‌رسید در روزه جمعه ۲۷ ذیقعده که مبارک بودن آن روز تأیید شده بود برای پیروزی یا شهادت در ملازگرد از توابع اخلاط با سپاه روم رو به رو شد این اولین رویارویی بزرگ میان رومی‌ها و ترک‌ها بود. آلب ارسلان ابتدا معتقد بود پیروزی همه‌جانبه بر سپاه روم موقعیت را به نفع وی رقم خواهد زد او با اعتقاد به این موضوع با سرعت و شجاعت به خط مقدم سپاه روم حمله کرد آن ر ا نابود کرد اما به زودی متوجه شد که جنگ با سپاه عظیم بی فایده است پس عقل و دانایی حکم می‌کرد که آلپ ارسلان راه صلح را در پیش گیرد او این پیشنهاد را به امپراتور روم داد ولی او قبول نکرد. از خود گذشتگی سپاه آلپ ارسلان باعث شد در این جنگ رمانوس شکست بخورد و اسیر شود. آلپ ارسلان با او با احترام رفتار کرد و او را به وطنش بازگرداند و البته عده ای معتقد هستند که هنگامی پادشاه روم اسیر شد سربازان بسیار بر او تازیانه زدند. امپراتور روم پیش از رهایی از اسارت، آزادی اسیران مسلمان و پرداخت غرامت و مالیات دادن به دولت سلجوقی را به مدت ۵۰ سال پذیرفت. نبرد ملازگرد و پیروزی آلپ ارسلان در این جنگ یکی از رویدادهای مهم تاریخ اسلام به‌شمار می‌رود، از این زمان به بعد مسلمانان و ترک‌ها به تدریج بر آسیای صغیر چیره شدند و این موضوع باعث شد تمدن اسلامی در آسیای صغیر جایگزین تمدن مسیحی شود و در آنجا استقرار پیدا کرد و پیروزی آلپ ارسلان در این جنگ او را در جهان اسلام به شهرت رساند.

### پس از نبرد ملازگرد

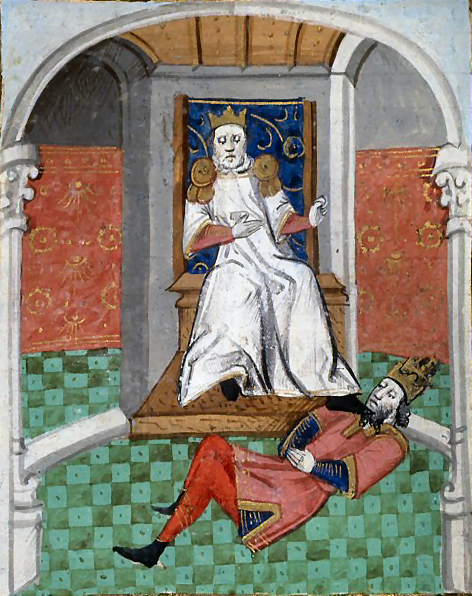
نقاشی فرانسوی، تحقیر امپراتور روم توسط سلطان آلپ ارسلان پس از نبرد ملازگرد

سرانجام جنگ با اسارت امپراتور بیزانس و همراهانش پایان یافت و امپراتور نزد سلطان آورده شد. با تاریک شدن هوا سپاهیان بیزانس همگی محو و نابود شدند و فراریان آن‌ها نیز مورد تعقیب قرار گرفتند. بخش اعظم سپاهیان بیزانس در این جنگ کشته شدند. غنایم به دست آمده نیز از حد فزون بود. این جنگ با پیروزی قاطع سپاهیان ترک پایان یافت. اگر چه در شب نیز زد و خوردهای پراکنده‌ای رخ داد اما در سرنوشت جنگ تأثیری نداشت. هنگام صبح دیگر چیزی از اردوی بیزانس باقی نمانده‌بود. بسیاری کشته شده‌بودند و شمار زیادی به اسارت درآمده یا از صحنه جنگ گریخته بودند. امپراتور و بزرگان اردوی او در میان اسرا بودند. در ابتدا نسبت به این‌که آیا واقعاً او امپراتور است شک و تردید داشتند اما پس از اعتراف فرستادگان سلجوقی که امپراتور را از نزدیک دیده‌بودند و همچنین فرماندهان سپاه روم شک‌شان بر طرف شده و سرانجام رومانوس به حضور آلپ ارسلان آورده‌شد. آلپ ارسلان با او بسیار محترمانه رفتار کرد و به وی گفت: «ای امپراتور! متأثر نباش، ماجرای انسان‌ها همین است.» سپس برای او خیمه و خرگاه خاصی اختصاص داد و افرادی را برای خدمت به او گمارد و با او همانند یک میهمان برخورد کرد. بنابر روایات مختلف آن روز میان سلطان و امپراتور گفتگوی تاریخی زیر صورت گرفت
سلطان آلپ ارسلان: «برای ایجاد صلح و دوستی در میان ما، من فرستادگان خلیفه را نزد تو فرستادم اما تو عناد ورزیدی. برای بازگرداندن دشمنانم که به تو پناه جسته‌بودند، افشین را همراه هیاتی نزد تو فرستادم، اما این درخواست را اجابت نکردی. دیروز غروب کسانی را نزد تو فرستادم و خواهان ترک جنگ شدم اما تو پاسخ رد دادی و گفتی که چگونه می‌توانم در پاسخ به حملاتی که به قلمروم می‌شود به قلمرو اسلام حمله نیاورم و بازگردم.» سلطان در ادامه خطاب به امپراتور که در غل و زنجیر بود گفت: «این است نتیجه سرکشی تو.» رومانوس در جواب سلطان گفت: «سرنوشت خود و مملکتم در دست تو است. در چنین وضع و حالی در مقابل تو ایستاده‌ام. از توبیخ و سرزنش در گذر و آنچه را که خواهی، بکن.» سلطان گفت: «اگر تو پیروز می‌شدی با من چه می‌کردی؟» امپراتور گفت: «یا امر به جدا کردن سرت می‌دادم یا تو را به دار می‌آویختم.» سلطان گفت: «گمان می‌کنی من با تو چه خواهم کرد؟» امپراتور گفت: «سه کار تو رواست؛ اول آن‌که مرا بکشی، دوم آن‌که شهر به شهر به نشانه پیروزیت بگردانی، سوم که ممکن نیست، عفو و بخشش من در مقابل باج و خراج است.» سلطان گفت: «در حق تو جز عفو و بخشش اندیشه‌ای دیگر ندارم.»
در پایان گفتگوی سلطان و امپراتور میان آن دو پیمان نامه‌ای بسته شد که به موجب آن امپراتور موارد زیر را قبول و نسبت به انجام آن‌ها متعهد شد:
۱-امپراتور در مقابل آزادیش مبلغ یک میلیون و پانصد هزار دینار پرداخت کند.
۲-علاوه بر آن هر سال مبلغ ۳۶۰ هزار دینار به امپراتوری سلجوقی خراج دهد.
۳-امپراتور بیزانس تعهد بسپارد که از عساکر روم هر مقداری که امپراتور سلجوقی احساس نیاز کند در اختیار او بگذارد.
۴-بیزانسی‌ها شهرهایی مانند انطاکیه، اورفا، منبج و ملازگرد را که به تازگی از مسلمانان گرفته‌اند باز پس دهند.
تمام اسرای مسلمان اعم از آن‌هایی که در بیزانس هستند را آزاد کنند.
امپراتور در پاسخ سلطان اظهار داشت که اجابت این شروط در گرو آن است که صحیح و سالم به کشور بازگردم و بار دیگر بر تخت سلطنت قرار گیرم. سرانجام آلپ ارسلان، دیوجانوس را با دو فرمانده و گروهی از سپاه راهی بیزانس نمود. خود نیز یک فرسخ او را مشایعت کرد. علاوه بر آن مبلغ ۱۰ هزار دینار نیز به عنوان خرجی راه به او داد. بدین ترتیب دیوجانوس تحت حمایت عساکر سلجوقی از راه ارزروم به سوی مملکت خود بازگشت. اما بیزانسی‌ها امپراتورشان را بعد از بازگشت عزل کرده و اعلام کردند که مسیح از او رو تافته، بر چشم‌های او میل کشیده و در صومعه‌ای محبوس‌اش ساختند. دیوجانوس از شدت غم و اندوه در آن دیر جان باخت (۱۰۷۲ میلادی).
پس از این پیروزی‌ها آلپ ارسلان به آذربایجان و اصفهان و همدان رفت. خلیفه عمید الدوله فرزند وزیر را با خلعت نزد آلپ ارسلان فرستاد و دختر او، سفری خاتون را برای پسرش المقتدی خواستگاری کرد. آلپ ارسلان در ۴۶۵ق/۱۰۷۳م برای فرونشاندن ناآرامی‌های ماوراءالنهر که از شورش شمس بن النصر پسر طمغاج خان بعد از مرگ پدرش (پدر همسر ملکشاه) نشات می‌گرفت به آنجا رفت. پسر طمغاج خان تصمیم به جدایی از سلاجقه گرفته بود به گونه ایی که آلپ ارسلان مجبور می‌شود برای تأدیب او به ماوراءالنهر برود او دستور داد پلی بر روی رود جیحون بسازند و لشکر او در ۲۵ روز از روی آن عبور کرد و در نهایت وارد دولت قراخانیان شد و تا بخارا پیش رفت قلاع بسیاری را تصرف کرد.

## مرگ
بعد از نبرد ملازگرد حاکمیت آلپ ارسلان در آسیای غربی گسترش یافت و بعد از آن برای فتح ترکستان که محل اصلی اجداد خود بود حرکت کرد با ارتش قوی راهی آنجا شد و به سمت فرارود رفت قبل از این که بتواند با امنیت کامل از رودخانه عبور کند باید قلعه‌هایی را فتح می‌کرد یکی از این قلعه‌ها برزم بود که توسط کوتوال آنجا یعنی یوسف خوارزمی که یکی از خوارزمیان بود اداره و حمایت می‌شد اما در نهایت مجبور شد تسلیم سلطان شود و زندانی شد. قبل از این که سلطان حکم اعدام او را صادر کند او خنجر خود را درآورد تا به سلطان حمله کند اما سلطان چون تیراندازی ماهری بود اجازه دخالت سربازان را نداد و زمانی که تیر را به سمت یوسف خوارزمی نشانه گرفت پای او لیز خورد و همین موضوع باعث شد تیر او به خطا رود سپس یوسف خوارزمی با خنجر به سلطان حمله کرد و او را زخمی کرد و سلطان از شدت جراحات بعد از ۴ روز درگذشت. تاریخ‌نگاران چنین ذکر می‌کنند که آلپ ارسلان پیش از مرگ چنین گفته‌است: «دیروز در روی تپه‌ای بودم و زمین را می‌نگریستم که زیر پای ارتشم به لرزه درمی‌آمد. در این هنگام به خود گفتم حاکم این جهان منم، چه کسی است که می‌تواند با من مقابله کند. خداوند غرور مرا دیده و جان مرا به وسیلهٔ یک اسیر گرفت». آلپ ارسلان در ربیع‌الاول سال ۴۶۵ه/۱۰۷۲م بعد از ۹ سال حکومت و توسعه دولت سلجوقی و همچنین توسعه قلمرو و گسترش اسلام درگذشت و در کنار پدرش چغری بیک در آرامگاه سلطان احمد سنجر، مرو، ترکمنستان به خاک سپرده شد.

## ساختار دیوان سالاری در این دوران
حکومت سلجوقی بر اساس الگویی از حکومت‌های غزنوی و سامانی طرح‌ریزی شده بود البته سلجوقیان این سیستم را تکامل بخشیدند و به حکومت‌های بعد از خود الگو دادند حکومت سلجوقیان
طبق گفته کلود کاهن: «به عنوان حکومت مطلقه مورد قبول اکثریت مردم و برپایه دوگانگی نظامی مرکب از غلامان ترک نژاد و ترکمانان متکی بوده‌است.»
حکومت سلجوقی به پنج دیوان عمده تقسیم می‌شد:دیوان وزرات، دیوان استیفا، دیوان طغرا (شامل دیوان انشا و رسایل)، دیوان اشراف و دیوان عرض بود. البته تاریخ نگاران به دیوان برید، دیوان اقطاع یا دیوان خاص نیز اشاره کرده‌اند اما پنج دیوان نخست در تمام دوره‌های سلجوقیان ثابت بوده‌اند.
وزیر بیشترین قدرت را در میان تمامی مقام‌های درباری داشت. او ریاست دیوان وزرات را بر عهده داشت و نایب و جانشین سلطان سلجوقی بود. وبخش دیوانی حکومت سلجوقی به وزیر وابسته بود.

## ویژگی‌های دوره آلپ ارسلان

### حکومت و اداره کشور

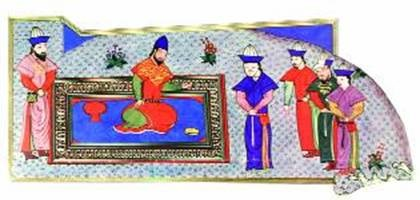
آلپ ارسلان با وزرای خود

باتوجه به قدرتمندی سلجوقیان در دوران ملک شاه و آلب ارسلان سلجوقی هنوز مشکلات این ترک‌های ایلاتی حل نشده بود آن‌ها هنوز زندگی سیار داشتن از جمله آلب ارسلان متصرفات وسیع اش را از مرو تا حلب را درمی‌نوردید و ییلاق و قشلاق می‌کرد این گونه زندگی عادت دیرینه ترکان بود اما برای دیوان سالارها و دانشمندان ایران همچون نظام الملک کاری عظیم بود که توان بسیار می‌برد اما او باید همراه سلطان می‌بود تا همه چیز را زیر نظر داشته باشد تا مهارت‌های راهبردیش را در هر حال به کار گیرد با این وجود دولت سلجوقی دولت یکپارچه نبود وهر کدام از اعضای این خاندان منطقه ای را تحت نفوذ خود گرفت وچند تن ار آن‌ها گاهی عملاً مستقل عمل می‌کردن مانند حکومت سلاجقه کرمان سوریه و روم.

## شخصیت آلپ ارسلان
مذهب حنفی در دوره سلجوقیان از عنایت و حمایت حاکم‌های سلجوقی مانند طرق البیگ و آلپ ارسلان برخوردار بود. آن‌ها در اداره حکومت از ائمه و قضات و خطبای حنفی بهره می‌بردند. آن‌ها توانستند این اندیشه مذهبی را توسعه دهند و تعادل را به نفع اشعریان برهم بزنند و مدرسه سازی به خصوص مدرسه‌های شافعی و اشعری در سرتاسر این قلمرو بسیار در این دوران گسترش یافت.
در این دوره بررسی سیاست مذهبی خواجه نظام الملک بسیار اهمیت دارد؛ زیرا او درمیان وزیران سلجوقی از همه معروف تر است و مدت زمان بسیاری در این منصب بوده‌است آن هم در دوران اوج قدرت امپراتوری سلجوقی. مهم تربن کار خواجه در دوران وزراتش ساخت مدارس نظامیه بود. خواجه بر مذهب شافعی بود و به پیروان سایر مذاهب روی خوش نشان نمی‌داد و تا آخر عمر هم بر این روش باقی ماند. در بسیاری از قسمت‌های سیاست نامه خواجه قصد دارد مذهب شیعه را بدنام کند و با این روش به سلاطین سلجوقی نشان می‌داد که چگونه با شیعیان مبارزه کنند. نظام الملک از بسیاری از سلاطین سلجوقی متعصب تر بود زیرا ملک شاه اختیار تام به او داده بود و خواجه اجازه نمی‌داد کسی که مذهب شافعی ندارد در مدرسه نظامیه تعلیم ببیند یا در آن مدارس تدریس کند. او می‌خواست با تربیت افرادی با مذهب شافعی و گماردن آن‌ها بر سر مناصب مختلف نظام متمرکزی را پدیدآورد. ادوارد براون در مورد نظام الملک می‌نویسد: «نظام الملک بعد از عمید الملک لعن بر رافضیان را بر منابر هم چنان جایز می‌شمارد لکن برای خشنودی چند تن از فقها لعن بر اشاعره را منع کرد.» او هم چنان می‌نویسد: «نظام الملک به مذهب تسنن اعتقاد کامل داشت و با شیعیان و اسماعیلیان الموت (حکومت) به خشونت تمام رفتار می‌کرد.»

## سکه‌شناسی

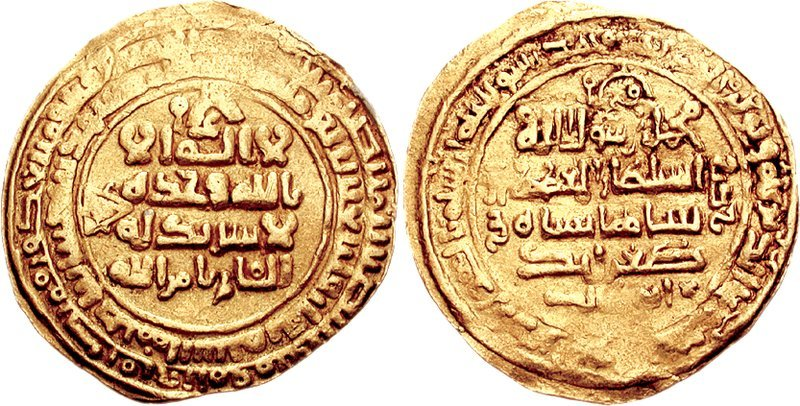
نمونه‌ای از سکه طلا دوره سلجوقی

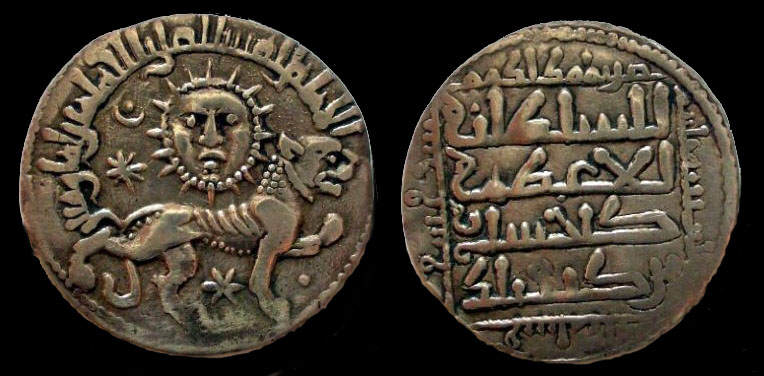
سکه درهم با طرح شیر و خورشید، دوره کیخسرو دوم

سکه‌های بجا مانده از سلاجقهٔ بزرگ، از جنس طلا، نقره و برنز است. به ویژه سکه‌های طلای ضرب شده در این دوره، دارای دقت و ظرافت خاصی در ساخت می‌باشند و از عیار مناسب و بالایی برخوردارند. علاوه بر آن، اکثر مسکوکات سلاجقهٔ بزرگ از جنس طلا می‌باشند و حتی بعضی از سکه‌های نقره نیز در قالب سکهٔ طلا، ضرب شده‌اند، بدین معنی که با وجود جنس نقره‌ای سکه، در حاشیه آن، متنی بدین صورت درج شده که ضرب هذا الدینر… که اشاره به جنس طلا دارد و از درهم که بیانگر سکهٔ نقره است، سخنی به میان نیامده‌است. سکه‌های سلجوقی نیز از فرم و نوشتاری یکسان با مسکوکات مضروب در دیگر سلسله‌های ایرانی، برخوردارند. القاب فرمانروایان نیز همچون السلطان العادل، السلطان الاعظم، السلطان المعظم، ملک الملوک، شاهنشاه، ابوالمظفر و… بر روی سکه‌ها درج شده‌اند. در عصر سلجوقیان، ضرابخانه‌ها محدود و متمرکز بودند. در شهرهایی همچون ری، اهواز، فسا، سمیرم، واسط، ساوه، همدان، شیراز و بصره ضرابخانه‌ها به ضرب سکه مشغول بودند اما فعال‌ترین ضرابخانهٔ این دوره را در شهر نیشابور و پس از آن، اصفهان می‌دانند.

## تبارنامهٔ سلجوقیان
|  |  |            |            |            |            |                   |                   |                   |                   |                   |                   |                 |                 |                 |                 |                 |                 |                 |                 |            |            |            |            |            |            |  |  |           |           |            |            |            |            |            |            | دقاق تیمور یالیغ |            |            |            |           |           |           |           |                 |                 |                 |                 |                 |                 |            |            |                  |                  |                  |                  |                  |                  |               |               |               |               |              |              |         |         |  |  |  |  |  |  |  |  |  |  |  |  |  |  |  |  |  |  |  |  |  |  |  |  |  |  |  |  |  |  |  |  |  |  |  |  |  |  |
|  |  |            |            |            |            |                   |                   |                   |                   |                   |                   |                 |                 |                 |                 |                 |                 |                 |                 |            |            |            |            |            |            |  |  |           |           |            |            |            |            |            |            |                  |            |            |            |           |           |           |           |                 |                 |                 |                 |                 |                 |            |            |                  |                  |                  |                  |                  |                  |               |               |               |               |              |              |         |         |  |  |  |  |  |  |  |  |  |  |  |  |  |  |  |  |  |  |  |  |  |  |  |  |  |  |  |  |  |  |  |  |  |  |  |  |  |  |
|  |  |            |            |            |            |                   |                   |                   |                   |                   |                   |                 |                 |                 |                 |                 |                 |                 |                 |            |            |            |            |            |            |  |  |           |           |            |            |            |            |            |            | سلجوق بیگ        |            |            |            |           |           |           |           |                 |                 |                 |                 |                 |                 |            |            |                  |                  |                  |                  |                  |                  |               |               |               |               |              |              |         |         |  |  |  |  |  |  |  |  |  |  |  |  |  |  |  |  |  |  |  |  |  |  |  |  |  |  |  |  |  |  |  |  |  |  |  |  |  |  |
|  |  |            |            |            |            |                   |                   |                   |                   |                   |                   |                 |                 |                 |                 |                 |                 |                 |                 |            |            |            |            |            |            |  |  |           |           |            |            |            |            |            |            |                  |            |            |            |           |           |           |           |                 |                 |                 |                 |                 |                 |            |            |                  |                  |                  |                  |                  |                  |               |               |               |               |              |              |         |         |  |  |  |  |  |  |  |  |  |  |  |  |  |  |  |  |  |  |  |  |  |  |  |  |  |  |  |  |  |  |  |  |  |  |  |  |  |  |
|  |  |            |            |            |            |                   |                   |                   |                   |                   |                   |                 |                 |                 |                 |                 |                 |                 |                 |            |            |            |            |            |            |  |  |           |           |            |            |            |            |            |            |                  |            |            |            |           |           |           |           |                 |                 |                 |                 |                 |                 |            |            |                  |                  |                  |                  |                  |                  |               |               |               |               |              |              |         |         |  |  |  |  |  |  |  |  |  |  |  |  |  |  |  |  |  |  |  |  |  |  |  |  |  |  |  |  |  |  |  |  |  |  |  |  |  |  |
|  |  |            |            |            |            |                   |                   |                   |                   |                   |                   |                 |                 | ارسلان اسرائیل  | ارسلان اسرائیل  | ارسلان اسرائیل  | ارسلان اسرائیل  | ارسلان اسرائیل  | ارسلان اسرائیل  |            |            |            |            |            |            |  |  |           |           |            |            |            |            |            |            |                  |            |            |            | میکائیل   | میکائیل   | میکائیل   | میکائیل   | میکائیل         | میکائیل         |                 |                 |                 |                 |            |            | موسی             | موسی             | موسی             | موسی             | موسی             | موسی             |               |               |               |               |              |              |         |         |  |  |  |  |  |  |  |  |  |  |  |  |  |  |  |  |  |  |  |  |  |  |  |  |  |  |  |  |  |  |  |  |  |  |  |  |  |  |
|  |  |            |            |            |            |                   |                   |                   |                   |                   |                   |                 |                 | ارسلان اسرائیل  | ارسلان اسرائیل  | ارسلان اسرائیل  | ارسلان اسرائیل  | ارسلان اسرائیل  | ارسلان اسرائیل  |            |            |            |            |            |            |  |  |           |           |            |            |            |            |            |            |                  |            |            |            | میکائیل   | میکائیل   | میکائیل   | میکائیل   | میکائیل         | میکائیل         |                 |                 |                 |                 |            |            | موسی             | موسی             | موسی             | موسی             | موسی             | موسی             |               |               |               |               |              |              |         |         |  |  |  |  |  |  |  |  |  |  |  |  |  |  |  |  |  |  |  |  |  |  |  |  |  |  |  |  |  |  |  |  |  |  |  |  |  |  |
|  |  |            |            |            |            |                   |                   |                   |                   |                   |                   |                 |                 |                 |                 |                 |                 |                 |                 |            |            |            |            |            |            |  |  |           |           |            |            |            |            |            |            |                  |            |            |            |           |           |           |           |                 |                 |                 |                 |                 |                 |            |            |                  |                  |                  |                  |                  |                  |               |               |               |               |              |              |         |         |  |  |  |  |  |  |  |  |  |  |  |  |  |  |  |  |  |  |  |  |  |  |  |  |  |  |  |  |  |  |  |  |  |  |  |  |  |  |
|  |  |            |            |            |            |                   |                   |                   |                   |                   |                   |                 |                 | قتلمش           | قتلمش           | قتلمش           | قتلمش           | قتلمش           | قتلمش           |            |            |            |            |            |            |  |  |           |           |            |            |            |            |            |            | چغری بیگ         | چغری بیگ   | چغری بیگ   | چغری بیگ   | چغری بیگ  | چغری بیگ  |           |           |                 |                 |                 |                 | طغرل یکم        | طغرل یکم        | طغرل یکم   | طغرل یکم   | طغرل یکم         | طغرل یکم         |                  |                  |                  |                  | ابراهیم ینال  | ابراهیم ینال  | ابراهیم ینال  | ابراهیم ینال  | ابراهیم ینال | ابراهیم ینال |         |         |  |  |  |  |  |  |  |  |  |  |  |  |  |  |  |  |  |  |  |  |  |  |  |  |  |  |  |  |  |  |  |  |  |  |  |  |  |  |
|  |  |            |            |            |            |                   |                   |                   |                   |                   |                   |                 |                 | قتلمش           | قتلمش           | قتلمش           | قتلمش           | قتلمش           | قتلمش           |            |            |            |            |            |            |  |  |           |           |            |            |            |            |            |            | چغری بیگ         | چغری بیگ   | چغری بیگ   | چغری بیگ   | چغری بیگ  | چغری بیگ  |           |           |                 |                 |                 |                 | طغرل یکم        | طغرل یکم        | طغرل یکم   | طغرل یکم   | طغرل یکم         | طغرل یکم         |                  |                  |                  |                  | ابراهیم ینال  | ابراهیم ینال  | ابراهیم ینال  | ابراهیم ینال  | ابراهیم ینال | ابراهیم ینال |         |         |  |  |  |  |  |  |  |  |  |  |  |  |  |  |  |  |  |  |  |  |  |  |  |  |  |  |  |  |  |  |  |  |  |  |  |  |  |  |
|  |  |            |            |            |            |                   |                   |                   |                   |                   |                   |                 |                 |                 |                 |                 |                 |                 |                 |            |            |            |            |            |            |  |  |           |           |            |            |            |            |            |            |                  |            |            |            |           |           |           |           |                 |                 |                 |                 |                 |                 |            |            |                  |                  |                  |                  |                  |                  |               |               |               |               |              |              |         |         |  |  |  |  |  |  |  |  |  |  |  |  |  |  |  |  |  |  |  |  |  |  |  |  |  |  |  |  |  |  |  |  |  |  |  |  |  |  |
|  |  |            |            |            |            |                   |                   |                   |                   |                   |                   |                 |                 |                 |                 |                 |                 |                 |                 |            |            |            |            |            |            |  |  |           |           |            |            |            |            |            |            |                  |            |            |            |           |           |           |           |                 |                 |                 |                 |                 |                 |            |            |                  |                  |                  |                  |                  |                  |               |               |               |               |              |              |         |         |  |  |  |  |  |  |  |  |  |  |  |  |  |  |  |  |  |  |  |  |  |  |  |  |  |  |  |  |  |  |  |  |  |  |  |  |  |  |
|  |  |            |            |            |            |                   |                   |                   |                   | سلیمان یکم        | سلیمان یکم        | سلیمان یکم      | سلیمان یکم      | سلیمان یکم      | سلیمان یکم      |                 |                 | منصور           | منصور           | منصور      | منصور      | منصور      | منصور      |            |            |  |  |           |           |            |            |            |            | آلپ ارسلان | آلپ ارسلان | آلپ ارسلان       | آلپ ارسلان | آلپ ارسلان | آلپ ارسلان |           |           |           |           | سلیمان          | سلیمان          | سلیمان          | سلیمان          | سلیمان          | سلیمان          |            |            | قرا ارسلان قاورد | قرا ارسلان قاورد | قرا ارسلان قاورد | قرا ارسلان قاورد | قرا ارسلان قاورد | قرا ارسلان قاورد |               |               |               |               |              |              |         |         |  |  |  |  |  |  |  |  |  |  |  |  |  |  |  |  |  |  |  |  |  |  |  |  |  |  |  |  |  |  |  |  |  |  |  |  |  |  |
|  |  |            |            |            |            |                   |                   |                   |                   | سلیمان یکم        | سلیمان یکم        | سلیمان یکم      | سلیمان یکم      | سلیمان یکم      | سلیمان یکم      |                 |                 | منصور           | منصور           | منصور      | منصور      | منصور      | منصور      |            |            |  |  |           |           |            |            |            |            | آلپ ارسلان | آلپ ارسلان | آلپ ارسلان       | آلپ ارسلان | آلپ ارسلان | آلپ ارسلان |           |           |           |           | سلیمان          | سلیمان          | سلیمان          | سلیمان          | سلیمان          | سلیمان          |            |            | قرا ارسلان قاورد | قرا ارسلان قاورد | قرا ارسلان قاورد | قرا ارسلان قاورد | قرا ارسلان قاورد | قرا ارسلان قاورد |               |               |               |               |              |              |         |         |  |  |  |  |  |  |  |  |  |  |  |  |  |  |  |  |  |  |  |  |  |  |  |  |  |  |  |  |  |  |  |  |  |  |  |  |  |  |
|  |  |            |            |            |            |                   |                   |                   |                   |                   |                   |                 |                 |                 |                 |                 |                 |                 |                 |            |            |            |            |            |            |  |  |           |           |            |            |            |            |            |            |                  |            |            |            |           |           |           |           |                 |                 |                 |                 |                 |                 |            |            |                  |                  |                  |                  |                  |                  |               |               |               |               |              |              |         |         |  |  |  |  |  |  |  |  |  |  |  |  |  |  |  |  |  |  |  |  |  |  |  |  |  |  |  |  |  |  |  |  |  |  |  |  |  |  |
|  |  |            |            |            |            |                   |                   |                   |                   | قلیچ ارسلان یکم   | قلیچ ارسلان یکم   | قلیچ ارسلان یکم | قلیچ ارسلان یکم | قلیچ ارسلان یکم | قلیچ ارسلان یکم |                 |                 |                 |                 |            |            |            |            |            |            |  |  |           |           | ملکشاه یکم | ملکشاه یکم | ملکشاه یکم | ملکشاه یکم | ملکشاه یکم | ملکشاه یکم |                  |            |            |            | تتش       | تتش       | تتش       | تتش       | تتش             | تتش             |                 |                 | تکش             | تکش             | تکش        | تکش        | تکش              | تکش              |                  |                  | ارسلان ارغوان    | ارسلان ارغوان    | ارسلان ارغوان | ارسلان ارغوان | ارسلان ارغوان | ارسلان ارغوان |              |              |         |         |  |  |  |  |  |  |  |  |  |  |  |  |  |  |  |  |  |  |  |  |  |  |  |  |  |  |  |  |  |  |  |  |  |  |  |  |  |  |
|  |  |            |            |            |            |                   |                   |                   |                   | قلیچ ارسلان یکم   | قلیچ ارسلان یکم   | قلیچ ارسلان یکم | قلیچ ارسلان یکم | قلیچ ارسلان یکم | قلیچ ارسلان یکم |                 |                 |                 |                 |            |            |            |            |            |            |  |  |           |           | ملکشاه یکم | ملکشاه یکم | ملکشاه یکم | ملکشاه یکم | ملکشاه یکم | ملکشاه یکم |                  |            |            |            | تتش       | تتش       | تتش       | تتش       | تتش             | تتش             |                 |                 | تکش             | تکش             | تکش        | تکش        | تکش              | تکش              |                  |                  | ارسلان ارغوان    | ارسلان ارغوان    | ارسلان ارغوان | ارسلان ارغوان | ارسلان ارغوان | ارسلان ارغوان |              |              |         |         |  |  |  |  |  |  |  |  |  |  |  |  |  |  |  |  |  |  |  |  |  |  |  |  |  |  |  |  |  |  |  |  |  |  |  |  |  |  |
|  |  |            |            |            |            |                   |                   |                   |                   |                   |                   |                 |                 |                 |                 |                 |                 |                 |                 |            |            |            |            |            |            |  |  |           |           |            |            |            |            |            |            |                  |            |            |            |           |           |           |           |                 |                 |                 |                 |                 |                 |            |            |                  |                  |                  |                  |                  |                  |               |               |               |               |              |              |         |         |  |  |  |  |  |  |  |  |  |  |  |  |  |  |  |  |  |  |  |  |  |  |  |  |  |  |  |  |  |  |  |  |  |  |  |  |  |  |
|  |  |            |            |            |            |                   |                   |                   |                   | مسعود یکم         | مسعود یکم         | مسعود یکم       | مسعود یکم       | مسعود یکم       | مسعود یکم       |                 |                 |                 |                 | ملکشاه دوم | ملکشاه دوم | ملکشاه دوم | ملکشاه دوم | ملکشاه دوم | ملکشاه دوم |  |  | محمود یکم | محمود یکم | محمود یکم  | محمود یکم  | محمود یکم  | محمود یکم  |            |            | احمد سنجر        | احمد سنجر  | احمد سنجر  | احمد سنجر  | احمد سنجر | احمد سنجر |           |           | محمد یکم سلجوقی | محمد یکم سلجوقی | محمد یکم سلجوقی | محمد یکم سلجوقی | محمد یکم سلجوقی | محمد یکم سلجوقی |            |            | داود             | داود             | داود             | داود             | داود             | داود             |               |               | برکیارق       | برکیارق       | برکیارق      | برکیارق      | برکیارق | برکیارق |  |  |  |  |  |  |  |  |  |  |  |  |  |  |  |  |  |  |  |  |  |  |  |  |  |  |  |  |  |  |  |  |  |  |  |  |  |  |
|  |  |            |            |            |            |                   |                   |                   |                   | مسعود یکم         | مسعود یکم         | مسعود یکم       | مسعود یکم       | مسعود یکم       | مسعود یکم       |                 |                 |                 |                 | ملکشاه دوم | ملکشاه دوم | ملکشاه دوم | ملکشاه دوم | ملکشاه دوم | ملکشاه دوم |  |  | محمود یکم | محمود یکم | محمود یکم  | محمود یکم  | محمود یکم  | محمود یکم  |            |            | احمد سنجر        | احمد سنجر  | احمد سنجر  | احمد سنجر  | احمد سنجر | احمد سنجر |           |           | محمد یکم سلجوقی | محمد یکم سلجوقی | محمد یکم سلجوقی | محمد یکم سلجوقی | محمد یکم سلجوقی | محمد یکم سلجوقی |            |            | داود             | داود             | داود             | داود             | داود             | داود             |               |               | برکیارق       | برکیارق       | برکیارق      | برکیارق      | برکیارق | برکیارق |  |  |  |  |  |  |  |  |  |  |  |  |  |  |  |  |  |  |  |  |  |  |  |  |  |  |  |  |  |  |  |  |  |  |  |  |  |  |
|  |  |            |            |            |            |                   |                   |                   |                   |                   |                   |                 |                 |                 |                 |                 |                 |                 |                 |            |            |            |            |            |            |  |  |           |           |            |            |            |            |            |            |                  |            |            |            |           |           |           |           |                 |                 |                 |                 |                 |                 |            |            |                  |                  |                  |                  |                  |                  |               |               |               |               |              |              |         |         |  |  |  |  |  |  |  |  |  |  |  |  |  |  |  |  |  |  |  |  |  |  |  |  |  |  |  |  |  |  |  |  |  |  |  |  |  |  |
|  |  |            |            |            |            |                   |                   |                   |                   | قلیچ ارسلان دوم   | قلیچ ارسلان دوم   | قلیچ ارسلان دوم | قلیچ ارسلان دوم | قلیچ ارسلان دوم | قلیچ ارسلان دوم |                 |                 |                 |                 |            |            |            |            |            |            |  |  |           |           | طغرل دوم   | طغرل دوم   | طغرل دوم   | طغرل دوم   | طغرل دوم   | طغرل دوم   |                  |            | محمود دوم  | محمود دوم  | محمود دوم | محمود دوم | محمود دوم | محمود دوم |                 |                 | سلیمان‌شاه       | سلیمان‌شاه       | سلیمان‌شاه       | سلیمان‌شاه       | سلیمان‌شاه  | سلیمان‌شاه  |                  |                  | مسعود            | مسعود            | مسعود            | مسعود            | مسعود         | مسعود         |               |               |              |              |         |         |  |  |  |  |  |  |  |  |  |  |  |  |  |  |  |  |  |  |  |  |  |  |  |  |  |  |  |  |  |  |  |  |  |  |  |  |  |  |
|  |  |            |            |            |            |                   |                   |                   |                   | قلیچ ارسلان دوم   | قلیچ ارسلان دوم   | قلیچ ارسلان دوم | قلیچ ارسلان دوم | قلیچ ارسلان دوم | قلیچ ارسلان دوم |                 |                 |                 |                 |            |            |            |            |            |            |  |  |           |           | طغرل دوم   | طغرل دوم   | طغرل دوم   | طغرل دوم   | طغرل دوم   | طغرل دوم   |                  |            | محمود دوم  | محمود دوم  | محمود دوم | محمود دوم | محمود دوم | محمود دوم |                 |                 | سلیمان‌شاه       | سلیمان‌شاه       | سلیمان‌شاه       | سلیمان‌شاه       | سلیمان‌شاه  | سلیمان‌شاه  |                  |                  | مسعود            | مسعود            | مسعود            | مسعود            | مسعود         | مسعود         |               |               |              |              |         |         |  |  |  |  |  |  |  |  |  |  |  |  |  |  |  |  |  |  |  |  |  |  |  |  |  |  |  |  |  |  |  |  |  |  |  |  |  |  |
|  |  |            |            |            |            |                   |                   |                   |                   |                   |                   |                 |                 |                 |                 |                 |                 |                 |                 |            |            |            |            |            |            |  |  |           |           |            |            |            |            |            |            |                  |            |            |            |           |           |           |           |                 |                 |                 |                 |                 |                 |            |            |                  |                  |                  |                  |                  |                  |               |               |               |               |              |              |         |         |  |  |  |  |  |  |  |  |  |  |  |  |  |  |  |  |  |  |  |  |  |  |  |  |  |  |  |  |  |  |  |  |  |  |  |  |  |  |
|  |  |            |            |            |            | کیخسرو یکم        | کیخسرو یکم        | کیخسرو یکم        | کیخسرو یکم        | کیخسرو یکم        | کیخسرو یکم        |                 |                 | سلیمان دوم      | سلیمان دوم      | سلیمان دوم      | سلیمان دوم      | سلیمان دوم      | سلیمان دوم      |            |            |            |            |            |            |  |  |           |           | محمد دوم   | محمد دوم   | محمد دوم   | محمد دوم   | محمد دوم   | محمد دوم   |                  |            | داود       | داود       | داود      | داود      | داود      | داود      |                 |                 | ملکشاه سوم      | ملکشاه سوم      | ملکشاه سوم      | ملکشاه سوم      | ملکشاه سوم | ملکشاه سوم |                  |                  |                  |                  |                  |                  |               |               |               |               |              |              |         |         |  |  |  |  |  |  |  |  |  |  |  |  |  |  |  |  |  |  |  |  |  |  |  |  |  |  |  |  |  |  |  |  |  |  |  |  |  |  |
|  |  |            |            |            |            | کیخسرو یکم        | کیخسرو یکم        | کیخسرو یکم        | کیخسرو یکم        | کیخسرو یکم        | کیخسرو یکم        |                 |                 | سلیمان دوم      | سلیمان دوم      | سلیمان دوم      | سلیمان دوم      | سلیمان دوم      | سلیمان دوم      |            |            |            |            |            |            |  |  |           |           | محمد دوم   | محمد دوم   | محمد دوم   | محمد دوم   | محمد دوم   | محمد دوم   |                  |            | داود       | داود       | داود      | داود      | داود      | داود      |                 |                 | ملکشاه سوم      | ملکشاه سوم      | ملکشاه سوم      | ملکشاه سوم      | ملکشاه سوم | ملکشاه سوم |                  |                  |                  |                  |                  |                  |               |               |               |               |              |              |         |         |  |  |  |  |  |  |  |  |  |  |  |  |  |  |  |  |  |  |  |  |  |  |  |  |  |  |  |  |  |  |  |  |  |  |  |  |  |  |
|  |  |            |            |            |            | کیکاوس یکم        | کیکاوس یکم        | کیکاوس یکم        | کیکاوس یکم        | کیکاوس یکم        | کیکاوس یکم        |                 |                 | قلیچ ارسلان سوم | قلیچ ارسلان سوم | قلیچ ارسلان سوم | قلیچ ارسلان سوم | قلیچ ارسلان سوم | قلیچ ارسلان سوم |            |            |            |            |            |            |  |  |           |           |            |            |            |            |            |            |                  |            |            |            |           |           |           |           |                 |                 |                 |                 |                 |                 |            |            |                  |                  |                  |                  |                  |                  |               |               |               |               |              |              |         |         |  |  |  |  |  |  |  |  |  |  |  |  |  |  |  |  |  |  |  |  |  |  |  |  |  |  |  |  |  |  |  |  |  |  |  |  |  |  |
|  |  |            |            |            |            | کیکاوس یکم        | کیکاوس یکم        | کیکاوس یکم        | کیکاوس یکم        | کیکاوس یکم        | کیکاوس یکم        |                 |                 | قلیچ ارسلان سوم | قلیچ ارسلان سوم | قلیچ ارسلان سوم | قلیچ ارسلان سوم | قلیچ ارسلان سوم | قلیچ ارسلان سوم |            |            |            |            |            |            |  |  |           |           |            |            |            |            |            |            |                  |            |            |            |           |           |           |           |                 |                 |                 |                 |                 |                 |            |            |                  |                  |                  |                  |                  |                  |               |               |               |               |              |              |         |         |  |  |  |  |  |  |  |  |  |  |  |  |  |  |  |  |  |  |  |  |  |  |  |  |  |  |  |  |  |  |  |  |  |  |  |  |  |  |
|  |  |            |            |            |            | کیقباد یکم        |                   |                   |                   |                   |                   |                 |                 |                 |                 |                 |                 |                 |                 |            |            |            |            |            |            |  |  |           |           |            |            |            |            |            |            |                  |            |            |            |           |           |           |           |                 |                 |                 |                 |                 |                 |            |            |                  |                  |                  |                  |                  |                  |               |               |               |               |              |              |         |         |  |  |  |  |  |  |  |  |  |  |  |  |  |  |  |  |  |  |  |  |  |  |  |  |  |  |  |  |  |  |  |  |  |  |  |  |  |  |
|  |  |            |            |            |            |                   |                   |                   |                   |                   |                   |                 |                 |                 |                 |                 |                 |                 |                 |            |            |            |            |            |            |  |  |           |           |            |            |            |            |            |            |                  |            |            |            |           |           |           |           |                 |                 |                 |                 |                 |                 |            |            |                  |                  |                  |                  |                  |                  |               |               |               |               |              |              |         |         |  |  |  |  |  |  |  |  |  |  |  |  |  |  |  |  |  |  |  |  |  |  |  |  |  |  |  |  |  |  |  |  |  |  |  |  |  |  |
|  |  |            |            |            |            | کیخسرو دوم        |                   |                   |                   |                   |                   |                 |                 |                 |                 |                 |                 |                 |                 |            |            |            |            |            |            |  |  |           |           |            |            |            |            |            |            |                  |            |            |            |           |           |           |           |                 |                 |                 |                 |                 |                 |            |            |                  |                  |                  |                  |                  |                  |               |               |               |               |              |              |         |         |  |  |  |  |  |  |  |  |  |  |  |  |  |  |  |  |  |  |  |  |  |  |  |  |  |  |  |  |  |  |  |  |  |  |  |  |  |  |
|  |  |            |            |            |            |                   |                   |                   |                   |                   |                   |                 |                 |                 |                 |                 |                 |                 |                 |            |            |            |            |            |            |  |  |           |           |            |            |            |            |            |            |                  |            |            |            |           |           |           |           |                 |                 |                 |                 |                 |                 |            |            |                  |                  |                  |                  |                  |                  |               |               |               |               |              |              |         |         |  |  |  |  |  |  |  |  |  |  |  |  |  |  |  |  |  |  |  |  |  |  |  |  |  |  |  |  |  |  |  |  |  |  |  |  |  |  |
|  |  |            |            |            |            |                   |                   |                   |                   |                   |                   |                 |                 |                 |                 |                 |                 |                 |                 |            |            |            |            |            |            |  |  |           |           |            |            |            |            |            |            |                  |            |            |            |           |           |           |           |                 |                 |                 |                 |                 |                 |            |            |                  |                  |                  |                  |                  |                  |               |               |               |               |              |              |         |         |  |  |  |  |  |  |  |  |  |  |  |  |  |  |  |  |  |  |  |  |  |  |  |  |  |  |  |  |  |  |  |  |  |  |  |  |  |  |
|  |  | کیقباد دوم | کیقباد دوم | کیقباد دوم | کیقباد دوم | کیقباد دوم        | کیقباد دوم        |                   |                   | کیکاوس دوم        | کیکاوس دوم        | کیکاوس دوم      | کیکاوس دوم      | کیکاوس دوم      | کیکاوس دوم      |                 |                 |                 |                 | کیقباد سوم | کیقباد سوم | کیقباد سوم | کیقباد سوم | کیقباد سوم | کیقباد سوم |  |  |           |           |            |            |            |            |            |            |                  |            |            |            |           |           |           |           |                 |                 |                 |                 |                 |                 |            |            |                  |                  |                  |                  |                  |                  |               |               |               |               |              |              |         |         |  |  |  |  |  |  |  |  |  |  |  |  |  |  |  |  |  |  |  |  |  |  |  |  |  |  |  |  |  |  |  |  |  |  |  |  |  |  |
|  |  | کیقباد دوم | کیقباد دوم | کیقباد دوم | کیقباد دوم | کیقباد دوم        | کیقباد دوم        |                   |                   | کیکاوس دوم        | کیکاوس دوم        | کیکاوس دوم      | کیکاوس دوم      | کیکاوس دوم      | کیکاوس دوم      |                 |                 |                 |                 | کیقباد سوم | کیقباد سوم | کیقباد سوم | کیقباد سوم | کیقباد سوم | کیقباد سوم |  |  |           |           |            |            |            |            |            |            |                  |            |            |            |           |           |           |           |                 |                 |                 |                 |                 |                 |            |            |                  |                  |                  |                  |                  |                  |               |               |               |               |              |              |         |         |  |  |  |  |  |  |  |  |  |  |  |  |  |  |  |  |  |  |  |  |  |  |  |  |  |  |  |  |  |  |  |  |  |  |  |  |  |  |
|  |  |            |            |            |            |                   |                   |                   |                   |                   |                   |                 |                 |                 |                 |                 |                 |                 |                 |            |            |            |            |            |            |  |  |           |           |            |            |            |            |            |            |                  |            |            |            |           |           |           |           |                 |                 |                 |                 |                 |                 |            |            |                  |                  |                  |                  |                  |                  |               |               |               |               |              |              |         |         |  |  |  |  |  |  |  |  |  |  |  |  |  |  |  |  |  |  |  |  |  |  |  |  |  |  |  |  |  |  |  |  |  |  |  |  |  |  |
|  |  |            |            |            |            |                   |                   |                   |                   |                   |                   |                 |                 |                 |                 |                 |                 |                 |                 |            |            |            |            |            |            |  |  |           |           |            |            |            |            |            |            |                  |            |            |            |           |           |           |           |                 |                 |                 |                 |                 |                 |            |            |                  |                  |                  |                  |                  |                  |               |               |               |               |              |              |         |         |  |  |  |  |  |  |  |  |  |  |  |  |  |  |  |  |  |  |  |  |  |  |  |  |  |  |  |  |  |  |  |  |  |  |  |  |  |  |
|  |  |            |            |            |            | قلیچ ارسلان چهارم | قلیچ ارسلان چهارم | قلیچ ارسلان چهارم | قلیچ ارسلان چهارم | قلیچ ارسلان چهارم | قلیچ ارسلان چهارم |                 |                 | مسعود دوم       | مسعود دوم       | مسعود دوم       | مسعود دوم       | مسعود دوم       | مسعود دوم       |            |            |            |            |            |            |  |  |           |           |            |            |            |            |            |            |                  |            |            |            |           |           |           |           |                 |                 |                 |                 |                 |                 |            |            |                  |                  |                  |                  |                  |                  |               |               |               |               |              |              |         |         |  |  |  |  |  |  |  |  |  |  |  |  |  |  |  |  |  |  |  |  |  |  |  |  |  |  |  |  |  |  |  |  |  |  |  |  |  |  |
|  |  |            |            |            |            | قلیچ ارسلان چهارم | قلیچ ارسلان چهارم | قلیچ ارسلان چهارم | قلیچ ارسلان چهارم | قلیچ ارسلان چهارم | قلیچ ارسلان چهارم |                 |                 | مسعود دوم       | مسعود دوم       | مسعود دوم       | مسعود دوم       | مسعود دوم       | مسعود دوم       |            |            |            |            |            |            |  |  |           |           |            |            |            |            |            |            |                  |            |            |            |           |           |           |           |                 |                 |                 |                 |                 |                 |            |            |                  |                  |                  |                  |                  |                  |               |               |               |               |              |              |         |         |  |  |  |  |  |  |  |  |  |  |  |  |  |  |  |  |  |  |  |  |  |  |  |  |  |  |  |  |  |  |  |  |  |  |  |  |  |  |
|  |  |            |            |            |            | کیخسرو سوم        |                   |                   |                   |                   |                   |                 |                 |                 |                 |                 |                 |                 |                 |            |            |            |            |            |            |  |  |           |           |            |            |            |            |            |            |                  |            |            |            |           |           |           |           |                 |                 |                 |                 |                 |                 |            |            |                  |                  |                  |                  |                  |                  |               |               |               |               |              |              |         |         |  |  |  |  |  |  |  |  |  |  |  |  |  |  |  |  |  |  |  |  |  |  |  |  |  |  |  |  |  |  |  |  |  |  |  |  |  |  |